# Jan Ryszard Kutek
Jan Ryszard Kutek (ur. 5 stycznia 1935 w Rakszawie, zm. 24 października 2013 w Warszawie) – polski geolog, specjalista w zakresie geologii regionalnej, stratygrafii i tektoniki, od 1976 profesor Uniwersytetu Warszawskiego. Członek rzeczywisty Polskiej Akademii Nauk (PAN).

## Życiorys
W 1952 zdał maturę w IV Liceum Ogólnokształcącym im. Henryka Sienkiewicza w Częstochowie. Był profesorem i dyrektorem Instytutu Geologii Podstawowej Wydziału Geologii Uniwersytetu Warszawskiego, pełnił funkcję dziekana tegoż Wydziału, a także był członkiem Komitetu Nauk Geologicznych PAN, Komitetu do spraw międzynarodowej Unii Nauk Geologicznych oraz Komitetu Narodowego do spraw Międzynarodowego Programu Korelacji Geologicznych. W sferze jego zainteresowań naukowych znajdowały się między innymi amonity jury górnej..
Należał do Związku Młodzieży Polskiej. Od 1958 działał w Stronnictwie Demokratycznym. W latach 1958–1962, 1964–1965 i w 1968 pełnił funkcję przewodniczącego, a od 1983 do 1989 – członka Komitetu Uczelnianego SD na Uniwersytecie Warszawskim. Od 1961 do 1972 był członkiem Komitetu Stołecznego tej partii (pełnił w tym czasie m.in. funkcję członka prezydium i wiceprzewodniczącego tego gremium). Od 1965 do 1969 wchodził w skład Centralnego Komitetu SD. W latach 1964–1968 i 1972–1973 przewodniczył kołu partyjnemu na Wydziale Geologii UW.
W 1999 został odznaczony Krzyżem Oficerskim Orderu Odrodzenia Polski.

## Upamiętnienie
Na jego cześć nazwano gatunki amonitów: oksfordzkiego Cubaspidoceras kuteki oraz tytońskie Virgatopavlovia janeki i Zaraiskites kuteki.